# اچ‌ام‌اس پرسپت (زد۲۶۶)
اچ‌ام‌اس پرسپت (زد۲۶۶) (به انگلیسی: HMS Precept (Z266)) یک کشتی بود که طول آن ۱۹۴ فوت ۶ اینچ (۵۹٫۲۸ متر) بود. این کشتی در سال ۱۹۴۴ ساخته شد.